# Historia de Internet Explorer
La siguiente es una reseña histórica del navegador web gráfico Internet Explorer de Microsoft, desarrollado durante 8 versiones principales, incluyendo la 1.0 (1995), 2.0 (1995), 3.0 (1996), 4.0 (1997), 5.0 (1999), 6.0 (2001), 7.0 (2006) y 8.0 (2009).
Para conocer más sobre los cambios específicos entre cada versión, véase además versiones de Internet Explorer.
Internet Explorer es soportado mayormente en la plataforma Microsoft Windows, pero algunas versiones tenían compatibilidad con el sistema operativo Apple Macintosh (ver Internet Explorer para Mac). Para más información sobre la versión específica para UNIX, ver Internet Explorer para UNIX.

## 1994-1997: Los comienzos y Spyglass
Se conoce como la primera versión de Internet Explorer la que era una derivación de Spyglass Mosaic. El navegador Mosaic fue desarrollado por la NCSA, pero ya que la NCSA era una entidad pública, esta recaía en Spyglass como su socio de licenciamiento comercial. Spyglasss a su vez entregó dos versiones del navegador Mosaic a Microsoft, uno totalmente basado en el código fuente de NCSA, y otro desarrollado desde cero pero modelado conceptualmente a partir del navegador NCSA. Internet Explorer fue construido inicialmente usando el código fuente de Spyglass, no de NCSA. La licencia que Spyglass (y por ende la NCSA) proporcionó a Microsoft, le permitía recibir una cuota trimestral junto con un porcentaje en concepto de regalías de las ganancias que recibiera Microsoft por el software.
El navegador fue entonces modificado y lanzado al público como Internet Explorer. Microsoft liberó Internet Explorer 1.0 en agosto de 1995 bajo dos formas de venta: como complemento en Microsoft Plus! para Windows 95 y mediante versiones OEM de Windows 95. La Versión 1.5 fue lanzada muchos meses después para Windows NT, con soporte para renderizado de tablas básicas, importante estándar web temprano. La versión 2.0 fue lanzada para los sistemas Windows 95 y Windows NT en noviembre de 1995, incluyendo soporte para conexiones cifradas SSL, cookies, VRML, y grupos de noticias de Internet. La versión 2.0 también fue lanzada para el sistema operativo Macintosh y Windows 3.1 en abril de 1996. Dicha versión también se incluyó en el denominado Internet Starter Kit para Windows 95 a principios de 1996, con un costo de 19.99 USD e incluía un instructivo de uso y 30 días de acceso gratuito a MSN entre otras características.
Internet Explorer 3.0 fue lanzado gratuitamente en agosto de 1996 al incluirlo con Windows 95 en otra versión OEM. Con ello Microsoft no recibía un lucro directo por IE y sólo estaba obligado a pagar a Spyglass la cuota trimestral sin porcentaje de regalías. Por ello, a comienzos de 1997, Spyglass amenazó a Microsoft con una auditoría del contrato, a la que Microsoft concilió pagando US $8 millones.
La versión 3 incluía Internet Mail and News 1.0 y la libreta de direcciones de Windows. También se logró que el navegador se acercara más a la pauta impuesta por Netscape, incluyendo soporte para tecnología de plugins (NPAPI), ActiveX, marcos, y una versión realizada mediante ingeniería inversa de JavaScript, denominada JScript. Después se incorporarían Microsoft NetMeeting y Media Player al producto. Esta versión de Internet Explorer fue la primera en introducir soporte para hojas de estilo en cascada (CSS).

## 1997-2001: Guerra de navegadores

La tecnología "Active Channel" basada en el estándar XML conocido como Channel Definition Format (CDF) fue el antecesor a la norma de redifusión web "RSS", actualmente estándar de facto.

La versión 4 fue lanzada en septiembre de 1997 e iba incluida en la última versión beta de Windows 98 y modificada para integrarse más estrechamente con Microsoft Windows. Incluía una opción para activar "Active Desktop" (escritorio activo) que desplegaba contenido Web directamente al escritorio y actualizado automáticamente a medida que el contenido cambiase. El usuario podía personalizar la página a usar en el escritorio activo. También se introdujo la tecnología "Active Channel", que permitía obtener pequeñas actualizaciones de información de sitios web. Dicha tecnología se basaba en un estándar XML conocido como Channel Definition Format (CDF), el cual fue antecesor de formatos actuales de redifusión web como RSS y Web Slices. La versión 4 estaba diseñada para trabajar en Windows 95, Windows 98 y Windows NT, y podía ser descargada de Internet sin costo alguno. Soportaba lenguaje HTML dinámico (DHTML). Outlook Express 4.0 también venía incluido en el navegador, reemplazando al viejo producto de Microsoft Internet Mail & News que venía en versiones anteriores.
La versión 5 salió a la luz en 1999, poco después de varias versiones preliminares (beta)  a finales de 1998. Se incluyó soporte para texto bidireccional, texto ruby para codificaciones asiáticas y soporte directo para XML/XSLT, además de mejoras en el soporte para CSS de niveles 1 y 2. El lanzamiento en sí de Internet Explorer 5 ocurrió en 3 partes. Primero, una versión preliminar para desarrolladores fue publicada en junio de 1998 (5.0B1), para después lanzar una versión preliminar ambientada al público en general en noviembre de 1998 (5.0B2). Luego, en marzo de 1999 fue lanzada su versión final (5.0). En septiembre se incluiría junto con Windows 98 SE. La versión 5.0 fue la última en ser lanzada para los sistemas operativos Windows 3.1x y Windows NT 3.x. Tiempo después, Internet Explorer 5.5 fue lanzado junto con Windows Me en julio de 2000 e incluía numerosos arreglos de errores y parches de seguridad. La versión 5.5 fue la última en incluir el Modo de Compatibilidad que permitía la ejecución de Internet Explorer 4 al mismo tiempo que la 5.x.
Internet Explorer 6 fue lanzado junto con Windows XP el 27 de agosto de 2001. Con IE6, se incluyó el "modo quirks", el cual hacía que el explorador usara el modo de renderizado de IE5.5 de páginas web cuando se activaba, reemplazando el modo de compatibilidad anteriormente mencionado. IE6 fue desarrollado principalmente para brindar nuevas características de privacidad y seguridad, ya que éstas se habían convertido en prioridades para los usuarios. Microsoft implementó herramientas que activaban soporte a P3P, tecnología que estaba en proceso de desarrollo por el W3C durante ese tiempo.

### Estados Unidos vs. Microsoft
En un caso legal iniciado por el Departamento de Justicia de los Estados Unidos y que llevó a los estrados a veinte estados de EE. UU., se acusó a Microsoft de romper un decreto constitucional al incluir Internet Explorer en su sistema operativo. El departamento actuó al respecto sobre algunos contratos de Microsoft con productores OEM para hacer que éstos incluyeran Internet Explorer con las copias de Microsoft Windows que instalaban en equipos manufacturados. Ese contrato no permitía al productor colocar un icono a cualquier otro navegador en el escritorio que reemplazara el de Internet Explorer. Microsoft argumentó que la integración de su navegador web en el sistema operativo era de interés para los consumidores.
Microsoft afirmó en la corte que IE estaba integrado junto con Windows 98, y que Windows 98 no podía funcionar sin él. Sin embargo el investigador informático australiano Shane Brooks demostraría después que, de hecho, Windows 98 sí hubiera podido ejecutarse al remover los archivos de IE. Tras eso, Brooks comenzó a desarrollar un software diseñado para personalizar la instalación de Windows al quitar "componentes no deseados", el cual es conocido ahora como LitePC. Microsoft ha señalado que dicho programa no remueve todos los componentes de Internet Explorer, dejando muchos archivos de bibliotecas de enlace dinámico en el sistema.
El 3 de abril de 2000, el juez Jackson anunció en sus determinaciones de hecho que Microsoft abusó de su posición monopólica al intentar «disuadir a Netscape de desarrollar su Navigator como plataforma», que «retenía información técnica fundamental», y que se intentó reducir la cuota de uso de Netscape Navigator al «regalar Internet Explorer y recompensar las compañías que ayudaran a subir su cuota de mercado» logrando «forzar la exclusión de Navigator en canales de distribución importantes».
Jackson también propuso una «cura» para la situación, sugiriendo que Microsoft debería dividirse en dos compañías. Este remedio se convirtió en una apelación sobre el hecho de que Jackson había demostrado un sesgo contra Microsoft en diversas comunicaciones con reporteros de prensa. Sin embargo, las determinaciones de hecho del juez que dictaminaban que Microsoft había roto la ley fueron confirmadas. Siete meses después, el Departamento de Justicia accedió a un acuerdo de Microsoft sobre la demanda. Para el 2004, aunque diecinueve estados habían aprobado el acuerdo, el estado de Massachusetts aún no lo aceptaba.

## 2001-2006: Letargo y problemas de seguridad
| Cuota de mercado para febrero de 2005 |
| ------------------------------------- |
| IE4 - 0.07 %                          |
| IE5 - 6.17 %                          |
| IE6 - 82.79 %                         |

Durante una sesión de chat en línea de Microsoft realizada el 7 de mayo de 2003,el administrador del programa Internet Explorer, Brian Countryman, declaró que se cesaría la distribución de Internet Explorer separadamente del sistema operativo Microsoft Windows (según eso, IE6 sería entonces la última versión lanzada separadamente). Se precisó que se continuaría distribuyendo IE siguiendo la senda evolutiva del sistema operativo, con actualizaciones que vendrían entre las actualizaciones del sistema operativo. De esta manera, Internet Explorer y más propiamente Windows, se mantendrían mejor sincronizados. Sin embargo, a pesar de estas declaraciones, nuevas versiones independientes han sido liberadas desde ese tiempo, en concreto IE7 e IE8.
El trabajo para incorporar nuevas características continuó en el 2003 durante el desarrollo de Windows Vista; una versión preliminar fue mostrada en el marco de la Professional Developers Conference (PDC) en octubre de 2003,  conteniendo una actualización de Internet Explorer con un número de versión de 6.05. Las nuevas características denotadas por algunos asistentes fueron un administrador de descargas, bloqueador de ventanas emergentes (pop-up), administrador de complementos y una herramienta para limpiar el historial de navegación. Exceptuando el administrador de descargas, finalmente descartado, estas características aparecerían unos meses después entre las versiones preliminares de Windows XP Service Pack 2.
Windows XP Service Pack 2, lanzado en agosto de 2004 tras algunos retrasos, contenía numerosos arreglos a problemas de seguridad para el sistema operativo Windows XP, como restricciones a la ejecución de código y nuevos elementos en la interfaz de usuario con aras de proteger al usuario del software malicioso. Es de destacar uno de los nuevos elementos, el cual fue introducido en Internet Explorer: la "barra de información". Tony Schriner, miembro del equipo de desarrollo de Internet Explorer, explicó que la barra de información fue incluida para reducir la posibilidad de que el usuario pudiera aprobar la instalación de software no deseado de manera errónea y mediante un único clic, así como también disminuir el número de notificaciones y cuadros de diálogo desplegados al usuario. La mayoría de las evaluaciones hechas sobre esta edición, se enfocaron en la adición del bloqueador de ventanas emergentes, ya que se había visto como una gran omisión desde el momento en que las ventanas emergentes con publicidad se habían convertido en una fuente importante de molestia para los usuarios de la web, a principios de la década.
El 19 de diciembre de 2005, Microsoft anunció que no daría más soporte a la versión de Internet Explorer para Macintosh, y recomendó usar otros navegadores para esa plataforma como Safari.

## Del 2006 en adelante: Nueva competencia
| Internet Explorer, todas las versiones | 55.9 % |
| Internet Explorer 5.x                  | 1.7 %  |
| Internet Explorer 6.x                  | 33.2 % |
| Internet Explorer 7.x                  | 21.0 % |

Lenta aunque de manera constante, la cuota de mercado de Internet Explorer decayó durante el periodo 2006-2009. En el 2006, fueron liberadas algunas versiones beta de Internet Explorer 7, y su versión final salió a la luz durante octubre de ese mismo año (mismo mes que Firefox 2.0). Internet Explorer fue renombrado a Windows Internet Explorer, como parte del proceso de cambio de nombres de Microsoft para los componentes preinstalados en Windows. Fue incluido junto con Windows Vista, y descargable desde Microsoft Update para Windows XP con Service Pack 2 y Windows Server 2003 Service Pack 1. Hubo enormes cambios en la arquitectura de fondo, incluyendo su motor de renderizado y el marco de seguridad, los cuales fueron completamente rediseñados. En parte como resultado de las mejoras en seguridad, el navegador se convirtió en una aplicación independiente, en lugar de estar integrada a la interfaz de Windows y con ello, descartando la posibilidad de actuar como explorador de archivos.
Anexo:Cuota de mercado de Internet Explorer
Después de la liberación final de IE7 y durante el periodo 2006-2008, la versión 8.0 estaba ya en proceso de desarrollo interno por parte de Microsoft, y fue el 5 de marzo de 2008 en que se lanzó una primera versión beta pública enfocada a una audiencia de desarrolladores web, seguida por dos versiones más lanzadas algunos meses después y que incluían características diseñadas para usuarios de la web. Lanzado el 19 de marzo de 2009, IE8 ofreció una mejor adherencia a los estándares web que versiones anteriores, además de grandes mejorías con respecto al soporte de lenguajes RSS, CSS, y Ajax, así como lanzarse al mercado siendo totalmente compatible con Hojas de estilo en cascada (CSS) 2.1. Con ello, fue la primera versión de IE en aprobar el test Acid2. Además, Internet Explorer 8 incluyó nuevas funciones como la posibilidad de leer información de pequeños contenidos web sindicados desde una barra de favoritos rediseñada, característica denominada Web Slice, nuevas formas de reforzamiento de la privacidad en la navegación (exploración y bloqueos de InPrivate) y un filtro anti-phishing mejorado con respecto al incluido en IE7 (llamado Filtro SmartScreen), que bloquea sitios y descargas de archivos conocidos por contener software malicioso.

## Fin del soporte y reemplazo por Microsoft Edge
En junio de 2022, Microsoft anunció oficialmente el fin del soporte para Internet Explorer 11 en la mayoría de las versiones de Windows 10. A partir de esa fecha, el navegador comenzó a ser reemplazado gradualmente por Microsoft Edge, el nuevo navegador basado en Chromium, que incluye un “modo Internet Explorer” para mantener compatibilidad con aplicaciones web empresariales antiguas.
En febrero de 2023, Microsoft procedió a desinstalar automáticamente Internet Explorer mediante una actualización de seguridad en sistemas donde aún estaba presente. Desde entonces, cualquier intento de abrir Internet Explorer redirige automáticamente a Microsoft Edge.
Microsoft recomienda a todos los usuarios y organizaciones que migren completamente a Edge u otros navegadores modernos, ya que Internet Explorer ya no recibe actualizaciones ni soporte técnico.